# Asellus levanidovorum
Asellus levanidovorum és una espècie de crustaci isòpode pertanyent a la família dels asèl·lids.

## Distribució geogràfica
Es troba a la mar d'Okhotsk: Sakhalín.